# Bastarz
Bastarz (кор.: 바스타즈; стилизованно как BASTARZ) является первым официальным подразделением южнокорейской группы Block B, созданное в апреле 2015 года. В состав которого, входит два основных танцора группы: ББомб, Юквон и рэппер ПиО(P.O). Суб-юнит дебютировал 14 апреля 2015 г., выпустив мини-альбомом под названием «Conduct Zero», а 31 октября следующего года вышел второй мини-альбом Welcome 2.

## Происхождение
Хоть члены Bastarz первоначально заявили, что они были выбраны из семи членов Block B произвольно, то позже они сообщили, что все это была шутка, а также, что генеральный директор Seven Seasons выбрал их неслучайно.

## История
5 и 6 апреля 2015 года Block B объявили через сольные тизер-фото, что P.O, Юквон и ББомб станут участниками нового суб-юнита Bastarz. Хотя Зико и не был частью этого подразделения, он подтвердил, что создал первый заглавный трек Bastarz.
Первый альбом подразделения был выпущен 13 апреля 2015 года вместе с видеозаписью для заглавного трека «Conduct Zero». Альбом занял третье место в чарте альбомов Gaon, с синглами «Conduct Zero» «Charlie Chaplin», «Thief», «Nobody but You» и «Sue Me» заняли № 6, № 24, № 63, № 76 в чартах цифровых синглов Gaon.
«Conduct Zero» было номинировано на пять премий в 2015 году, в том числе две на MAMA, две Seoul Music Awards и Melon Music Awards за лучший танцевальный спектакль.
В октябре 2015 года Bastarz совершили японский дебют с выпуском сингла Hinko Zero, который достиг 20-го места в чартах Oricon.
В следующем году вышел второй корейский релиз Bastarz. 24 октября 2016 года был выпущен сингл «Selfish & Beautiful Girl», написанная собственноручно P.O. Последующий сингл под названием «Make It Rain», написанный Дином, был выпущен 31 октября вместе с мини-альбомом Welcome 2 Bastarz, который занял 6-е место в чартах альбомов Gaon. На следующей неделе подразделение выпустило видео-сюрприз для песни «That’s Right», в которой участники снимали друг друга во время путешествия.
P.О получил лирические титры за все пять песен на Welcome 2 Bastarz и композиционные титры для «Selfish & Beautiful Girl», «That’s Right» и «The Hidden Girl», в то время как ББомб получил как тексты песен, так и композиции для «Tightly».
1 марта 2017 года музыкальный фестиваль Korea Times Music объявил на своем официальном Facebook, что Bastarz выступит на фестивале, который проводится в Голливудском Bowl каждый год.

## Дискография
См. также: Block B discography

### Мини-альбомы
| Название          | Детали альбома                                                                                          | Позиции в чартах | Позиции в чартах | Продажи      |
| Название          | Детали альбома                                                                                          | KOR              | US World         | Продажи      |
| Корейский         | Корейский                                                                                               | Корейский        | Корейский        | Корейский    |
| ----------------- | --- | ---------------- | ---------------- | ------------ |
| Conduct Zero      | - Выпущен: 14 апреля 2015 - Лейбл: Seven Seasons, CJ E&M Music and Live - Формат: CD, digital download  | 3                | 11               | - KOR: 33766 |
| Welcome 2 Bastarz | - Выпущен: 31 октября 2016 - Лейбл: Seven Seasons, CJ E&M Music and Live - Формат: CD, digital download | 6                | —                | - KOR: 20946 |

### Синглы
| Название   | Детали альбома                                                                                | Позиции в чартах | Позиции в чартах | Продажи     |          |
| Название   | Детали альбома                                                                                | JPNOricon        | JPNBillboard     | Продажи     |          |
| Японский   | Японский                                                                                      | Японский         | Японский         | Японский    | Японский |
| ---------- | --------------------------------------------------------------------------------------------- | ---------------- | ---------------- | ----------- | -------- |
| Hinko Zero | - Выпущен: 7 октября 2015 - Лейбл: Seven Seasons, King Records - Формат: CD, digital download | 20               | 84               | - JPN: 4126 |          |

### Промоушен синглы
| Название                                 | Год  | Позиции в чартах | Продажи            | Альбом            |
| Название                                 | Год  | KOR              | Продажи            | Альбом            |
| ---------------------------------------- | ---- | ---------------- | ------------------ | ----------------- |
| «Conduct Zero» (품행제로)                | 2015 | 6                | - KOR (DL): 637697 | Conduct Zero      |
| «Selfish & Beautiful Girl» (이기적인 걸) | 2016 | 16               | - KOR (DL): 77137  | Welcome 2 Bastarz |
| «Make It Rain»                           | 2016 | 52               | - KOR (DL): 43326  | Welcome 2 Bastarz |
| «That’s Right»                           | 2016 | —                | - KOR (DL): 17301  | Welcome 2 Bastarz |

### Другие песни чартов
| Название                           | Год  | Позиции в чартах | Продажи           | Альбом            |
| Название                           | Год  | KOR              | Продажи           | Альбом            |
| ---------------------------------- | ---- | ---------------- | ----------------- | ----------------- |
| «Charlie Chaplin» (찰리채플린)     | 2015 | 24               | - KOR (DL): 85523 | Conduct Zero      |
| «Thief» (도둑)                     | 2015 | 63               | - KOR (DL): 29517 | Conduct Zero      |
| «Nobody but You»                   | 2015 | 65               | - KOR (DL): 29069 | Conduct Zero      |
| «Sue Me» (배째)                    | 2015 | 76               | - KOR (DL): 26800 | Conduct Zero      |
| «Tightly» (타이트하게)             | 2016 | —                | - KOR (DL): 20226 | Welcome 2 Bastarz |
| «The Hidden Girl» (숨은 그림 찾기) | 2016 | —                | - KOR (DL): 16733 | Welcome 2 Bastarz |

### Видеоклипы
| Год  | Название                   | Альбомы            |
| ---- | -------------------------- | ------------------ |
| 2015 | «Conduct Zero»             | Conduct Zero       |
| 2015 | «Hinko Zero»               | Hinko Zero         |
| 2016 | «Selfish & Beautiful Girl» | Welcome to Bastarz |
| 2016 | «Make It Rain»             | Welcome to Bastarz |
| 2016 | «That’s Right»             | Welcome to Bastarz |

## Награды
| Год  | Награда                 | Категория                   | Получатель         | Результат    |
| ---- | ----------------------- | --------------------------- | ------------------ | ------------ |
| 2015 | MelOn Music Awards      | Dance                       | «Zero for Conduct» | Номинированы |
| 2015 | Mnet Asian Music Awards | Best Collaboration and Unit | «Zero for Conduct» | Номинированы |
| 2015 | Mnet Asian Music Awards | Song of the Year            | «Zero for Conduct» | Номинированы |
| 2015 | 25th Seoul Music Awards | Bonsang Award               | «Zero for Conduct» | Номинированы |
| 2015 | 25th Seoul Music Awards | Popularity Award            | «Zero for Conduct» | Номинированы |